# Намбат
Намбат (Myrmecobius fasciatus) — вид ряду хижі сумчасті, єдиний вид родини Myrmecobiidae. Намбати раніше проживали в напівпосушливих і посушливих лісах (евкаліптових і акацієвих) і луках. Тепер вони обмежені евкаліптовими лісами у найвологішій периферії ареалу.

## Морфологія
Морфометрія. Довжина голови й тіла: 175–275 мм, довжина хвоста: 130–200 мм, вага: 300–600 г.
Опис. У М. fasciatus fasciatus, підвиду, який населяє західніший ареал, передні частини тіла сірувато-коричневі з деякою кількістю білих волосків. У M. fatcialus rufus, який живе далі на схід, основний колір тіла багатий на цегляно-червоний. Обидва підвиди мають шість чи сім білих смуг між серединою спини і основою хвоста. Є темні смуги, що проходять по щоці через очі, і білі лінії зверху і знизу. Хутро коротке і грубе, голова і задні кінцівки дивно приплюснуті зверху. Хвіст довгий, злегка пухнастий, нечіпкий. Морда довга і загострена, рот невеликий, тонкий язик може бути продовжений щонайменше на 100 мм. Кінчик носа голий. Передні ноги порівняно товсті і широко розставлені; на передніх лапах п'ять пальців, на задніх — чотири, на всіх — сильні кігті. Самиці мають чотири молочні залози, і жодного натяку на сумку. Коли малюки прикріплюються до сосків, вони захищені тільки довгим волоссям на її нижній частині тіла. Вона забезпечує їх молоком і теплом, але вони волочаться під нею, коли вона йде. Зубна формула: I 4/3, C 1/1, P 3/3, M 4-5/5-6, загалом від 48 до 52.

## Поведінка та розмноження
Самиці можуть копати короткий тунель з камерою в кінці, де вони будують кубло і народжують потомство. Намбат також, як відомо, знаходить прихисток вночі в кублі з листя або трави, які він розміщає в порожню колоду (при теплій погоді) або в нору якоїсь іншої тварини (в холодну погоду). Гнучкий, легко вилазить на дерева, у холодні місяці часто гріється на сонці. Терміти і мурахи є звичайною їжею; інших безхребетні споживаються лише зрідка. За винятком сезону розмноження, намбат зазвичай солітарний. Період вагітності 14 днів. У південно-західній Австралії потомство народжується з січня по квітень або травень. Народжується від 2 до 4 дитинчат. Самиця носить дітей прикріпленими до сосків 4 місяці, а потім ще 2 місяці годує їх у кублі
.

## Загрози та охорона
Введення хижої рудої лисиці було і продовжує залишатися однією з основних загроз сьогодні. Часті пожежі можуть бути загрозою через скорочення числа колод, які вид використовує як укриття. Чисельність намбата в Драйандрі різко скоротилася, за оцінками від піку близько 600 в 1992 році до 50 сьогодні. Причини цього невідомі. Намбат включений в список зникаючих видів відповідно до австралійського закону. Усі території сучасного проживання тварини є охоронними.